# Port de Salou
El Port de Salou és un port esportiu de la Costa Daurada, situat al municipi de Salou (Tarragonès), entre les platges de Llevant i de Ponent. N'és el titular l'organisme de Ports de la Generalitat, i el gestiona el Club Nàutic Salou. Disposa de 220 amarraments per a embarcacions de 4 a 24 metres d'eslora.
Està guardonat amb el distintiu Bandera Blava.
El 1990 es va col·locar a la punta de l'espigó el Monument al Pescador de Salou, obra de Ramon Ferran i Pagès, simbolitzant les arrels marineres de Salou.

## Història
L'antic port de Salou era un port natural, situat a la platja dels Capellans i cales properes, protegides pel Cap de Salou. Al segle XIII va ser utilitzat pel rei Jaume I per a salpar cap a la conquesta de Mallorca. Va tenir un important paper en el comerç del Camp de Tarragona, des de finals del segle xvii fins a mitjans del segle XIX, quan el Port de Tarragona li prengué el relleu.
El moll de Salou es construí el 1806, juntament amb el projecte del canal de Reus a Salou, que no va arribar a realitzar-se. L'espigó del moll va servir des dels inicis del segle XIX fins a mitjans del segle XX per a protegir les barques dels pescadors, que varaven a la platja.
El Club Nàutic Salou impulsà la construcció del port esportiu, el primer de Catalunya, que es va inaugurar el 8 de juliol de 1969.